# Св. св. Константин и Елена (Подмоле)
„Св. св. Константин и Елена“ (на македонска литературна норма: „Св. св. Константин и Елена“) е православна църква в охридското село Подмоле, Северна Македония. Църквата е част от Охридското архиерейско наместничество на Дебърско-Кичевската епархия на Македонската православна църква – Охридска архиепископия.
Църквата е еднокорабен храм с полукръгла апсида. Издигната е върху по-стар храм в 1934 година. Изписана е в 1937 година от Доне Донев. Негова е и иконата на Света Троица. Църквата е осветена в 1969 година от митрополит Методий Дебърско-Кичевски.